# Luís Carlos Lima
Luís Carlos Enéas da Conceição Lima (Itaberaba, 15 giugno 1987) è un ex calciatore brasiliano, di ruolo attaccante.

## Carriera
Ha giocato nella massima serie dei campionati portoghese, polacco e cipriota.

## Palmarès

### Club

#### Competizioni nazionali
- Coppa di Polonia: 1

Zawisza Bydgoszcz: 2013-2014
- Supercoppa di Polonia: 1

Zawisza Bydgoszcz: 2014